# Jack Rayner
Jack Rayner, född 19 december 1995, är en friidrottare från Australien. Han deltog vid olympiska sommarspelen 2020.